# Walter Marty
Walter Marty (Estados Unidos, 15 de agosto de 1910-24 de abril de 1995) fue un atleta estadounidense, especialista en salto de altura, prueba en la que llegó a ser plusmarquista mundial durante más de tres años, desde el 13 de mayo de 1933 al 12 de julio de 1936; su mejor marca fue de 2.06 metros.

## Carrera deportiva
El 13 de mayo de 1933 logró saltar por encima de 2.04 metros, batiendo así el récord de salto de altura que poseía su compatriota Harold Osborn (2.03 metros). Un año después, el 28 de abril de 1934, saltó sobre 2.06 metros, marca no fue batida hasta más de dos años después, cuando el también estadounidense Cornelius Johnson saltó por encima de 2.07 metros el 12 de julio de 1936.